# Prevrnitev ladje
Prevrnitev ladje (ang. "Capsizing" ali "Keeling over") je pojav, ko se ladja ali drugo vodno plovilo delno ali pa povsem prevrne. V jadranju se uporablja termin turtling, kar pomeni popolno prevrnitev. Če je plovilo po prevrnitvi še plovno se ga lahko nazaj poravna (ang. righting), nekatera plovila imajo možnost samoporavnave - npr. reševalni čolni. Kajaki se pogosto prevrnejo in kajakaši ga morajo znati ponovno poravnati.
Konstruktorji dizajnirajo ladje tako, da je možnost prevrnitve čimmanjša. Vendar kljub temu prevrnitve ni mogoče povsem preprečiti. Veliko je sicer odvisno tudi od krmarja.
Ro-ro ladje imajo večjo verjetnost prevrnitve.

## Nekatere znane prevrnitve
- Mary Rose,  19. julij 1545, prevrnitev in potopitev
- Vasa, 10. avgust 1628 švedska vojna ladja se prevrne na prvi plovbi
- SS Eastland, 1915, najbolj tragična nesreča na Velikih jezerih
- Szent István, 1918, avstroogrska vojna ladja se prevrne po zadetku torpeda
- USS Oklahoma BB-37, 7. december 1941 po japonskem napadu na Pearl Harbor
- USS Lafayette AP-53, prej SS Normandie, 9. februar 1942, po požaru
- Letalonosilka Ryūjō, 24. avgust 1942 po ameriškem zračnem napadu
- Bojna ladja Kirishima, 15. november 1942,
- Bojna ladja Musashi, 24. oktober 1944 med bitko v Sibujanskem morju
- Bojna ladja Fusō, 25. oktober 1944, potopljena med bitko v Surigao ožini
- Bojna ladja  Yamashiro, 25. oktober 1944, potopljena med bitko v Surigao ožini
- Bojna ladja Tirpitz, 12. november 1944
- Letalonosilka Shinano, 29. november 1944, potopila jo je ameriška podmornica USS Archer-Fish (SS-311)
- Bojna ladja Yamato, 7. april 1945,
- Bojna ladja Novorosijsk, 29. oktober 1955
- SS Andrea Doria, 25. julija 1956
- MS Herald of Free Enterprise, 6. marec 1987
- MS Jan Heweliusz, 14. januar 1993
- MS Estonia, 28. september 1994
- MS Express Samina, 26. september 2000
- MV Le Joola, 26. september 2002, Senegalski trajekt
- MV Rocknes, 19. januar 2004
- MS al-Salam Boccaccio 98, 3. februar 2006
- MV Demas Victory, 30. junij 2009[1]
- Costa Concordia, 13.januar 2012
- Sewol, 16. april 2014
- Hoegh Osaka, 3. januar 2015, pri Southamptonu